# Sophie B. Hawkins
Sophie B. Hawkins (Manhattan, 1 de Novembro de 1964) é uma cantora e compositora norte-americana. É autora do êxito de 1992 "Damn I Wish I Was Your Lover".

## Biografia
Sophie estreia-se no mundo da música em 1992 com o álbum Tongues and Tails. Deste álbum sai o seu maior sucesso "Damn I Wish I Was Your Lover" e é nomeada para o Grammy de Best New Artist. Com o seu próximo álbum, Whaler (1994), alcança outro sucesso com o single "As I Lay Me Down".
Em 2006, lança o álbum ao vivo, Live: Bad Kitty Board Mix, que, nas suas palavras, "…é primeiramente um presente para os meus fãs. Para além disso é um presente para mim mesma…". Como nota a este álbum é apresentado no seu site oficial um excerto da revista Advocate, identificando-a como bissexual, comparando-a com outra bissexual, Janis Joplin.
Em 2007, participa na primeira edição do Los Angeles Women's Music Festival, um festival onde participam exclusivamente artistas femininas.
Em Fevereiro de 2008, Hawkins regrava o hit "Damn I Wish I Was Your Lover" como "Damn We Wish You Were President", como apoio à campanha da candidata à presidencia dos EUA, Hillary Clinton. Em Novembro de 2008, nasce o seu filho Dashiell Gaston Hawkins.

## Vida pessoal
Em 1992, ela revelou ser omnissexual.

## Discografia
Álbuns
- Tongues and Tails (1992)
- Whaler (1994)
- Timbre (1999)
- Timbre (re-editado - Trumpet Swan Prods. 2001)
- The Best of Sophie B. Hawkins (2002 - Europa)
- The Best of Sophie B. Hawkins (2003 - EUA)
- Damn I Wish I Was Your Lover (2003)
- Wilderness (2004)
- Live: Bad Kitty Board Mix (2006)

Singles
- 1992 -"Damn I Wish I Was Your Lover"

- "California Here I Come"
- 1993 -"I Want You"
- 1994 -"Right Beside You"

- "Don't Don't Tell Me No"
- 1995 -"As I Lay Me Down"

- "Did We Not Choose Each Other"
- 1996 -"Only Love (The Ballad of Sleeping Beauty)"
- 1999 -"Lose Your Way"
- 2001 -"Walking In My Blue Jeans"
- 2004 -"Beautiful Girl

- "Walking On Thin Ice"

## Filmografia
- The Cream Will Rise (1998)
- Rip It Off (2001)
- Beyond City Limits (2001)